# Cossano Canavese
Cossano Canavese és un comune (municipi) de la ciutat metropolitana de Torí, a la regió italiana del Piemont, situat a uns 40 quilòmetres al nord-est de Torí. A 1 de gener de 2019 la seva població era de 486 habitants.
Cossano Canavese limita amb els següents municipis: Caravino, Settimo Rottaro, Borgo d'Ale i Borgomasino.